# Partido Cívico Progresista
Partido Cívico Progresista de Liechtenstein (en alemán: Fortschrittliche Bürgerpartei in Liechtenstein, FBP) es un partido político de Liechtenstein, de ideología política conservadora nacionalista, liberalismo económico y monárquico, situados en la derecha política.
Actualmente tras las elecciones parlamentarias de 2021 celebradas del 7 de febrero, el Partido Cívico Progresista consiguió 72.319 votos con un 35.9% y en el Landtag de Liechtenstein (Parlamento Nacional) un total de 10 escaños de los 25 que se compone el órgano, donde la política miembro del partido Sabine Monauni logró ser elegida como vice primera ministra en el gobierno de coalición presidido por Daniel Risch de la Unión Patriótica (VU).

## Lista de primeros ministros
- Josef Ospelt, (2 de marzo de 1921-4 de mayo de 1922).
- Josef Hoop, (4 de agosto de 1928-3 de septiembre de 1945).
- Alexander Frick, (3 de septiembre de 1945-16 de julio de 1962).
- Gerard Batliner, (16 de julio de 1962-18 de marzo de 1970).
- Walter Kieber, (27 de marzo de 1974-26 de abril de 1978).
- Markus Büchel, (26 de mayo de 1993-15 de diciembre de 1993).
- Otmar Hasler, (5 de abril de 2001-25 de marzo de 2009).
- Adrian Hasler, (27 de marzo de 2013-25 de marzo de 2021).

## Resultados electorales

### Landtag de Liechtenstein
| Año        | Votos       | %     | Resultado | +/-         | Gobierno             |
| ---------- | ----------- | ----- | --------- | ----------- | -------------------- |
| 1918       |             |       | 7/15      |             | Gobierno (coalición) |
| 1922       |             |       | 4/15      | 3           | Oposición            |
| 1926 (Ene) |             |       | 6/15      | 2           | Oposición            |
| 1926 (Abr) |             |       | 6/15      | Sin cambios | Oposición            |
| 1928       |             |       | 11/15     | 5           | Gobierno en mayoría  |
| 1930       |             |       | 15/15     | 4           | Gobierno en mayoría  |
| 1932       |             |       | 13/15     | 2           | Gobierno en mayoría  |
| 1936       |             |       | 11/15     | 2           | Gobierno en mayoría  |
| 1939       |             |       | 8/15      | 3           | Gobierno en mayoría  |
| 1945       | 1.553 (1º)  | 54,72 | 8/15      | Sin cambios | Gobierno en mayoría  |
| 1949       | 1.555 (1º)  | 52,93 | 8/15      | Sin cambios | Gobierno en mayoría  |
| 1953 (Feb) | 1.458 (1º)  | 50,54 | 8/15      | Sin cambios | Gobierno en mayoría  |
| 1953 (Jun) | 1.568 (1º)  | 50,43 | 8/15      | Sin cambios | Gobierno en mayoría  |
| 1957       | 1.689 (1º)  | 52,36 | 8/15      | Sin cambios | Gobierno en mayoría  |
| 1958       | 1.839 (1º)  | 54,47 | 9/15      | 1           | Gobierno en mayoría  |
| 1962       | 1.599 (1º)  | 47,18 | 8/15      | 1           | Gobierno en mayoría  |
| 1966       | 1.791 (1º)  | 48,47 | 8/15      | Sin cambios | Gobierno en mayoría  |
| 1970       | 1.978 (2º)  | 48,83 | 7/15      | 1           | Oposición            |
| 1974       | 17.332 (1º) | 50,08 | 8/15      | 1           | Gobierno en mayoría  |
| 1978       | 18.872 (1º) | 50,85 | 7/15      | 1           | Oposición            |
| 1982       | 18.273 (2º) | 46,53 | 7/15      | Sin cambios | Oposición            |
| 1986       | 39.853 (2º) | 42,75 | 7/15      | Sin cambios | Oposición            |
| 1989       | 75.417 (2º) | 42,13 | 12/25     | 5           | Oposición            |
| 1993 (Feb) | 71.209 (2º) | 44,19 | 12/25     | Sin cambios | Coalición            |
| 1993 (Oct) | 65.075 (2º) | 41,34 | 11/25     | 1           | Oposición            |
| 1997       | 65.914 (2º) | 39,20 | 10/25     | 1           | Oposición            |
| 2001       | 92.204 (1º) | 49,90 | 13/25     | 3           | Gobierno en mayoría  |
| 2005       | 94.545 (1º) | 48,74 | 12/25     | 1           | Coalición            |
| 2009       | 86.951 (2º) | 43,48 | 11/25     | 1           | Oposición            |
| 2013       | 77.653 (1º) | 40,0  | 10/25     | 1           | Coalición            |
| 2017       | 68.673 (1º) | 35,2  | 9/25      | 1           | Coalición            |
| 2021       | 72.386 (2º) | 35,87 | 10/25     | 1           | Coalición            |
| 2025       | 56.983 (2º) | 27,50 | 7/25      | 3           |                      |